# Креховицька сільська рада
| Креховицька сільська рада — орган місцевого самоврядування у Рожнятівському районі Івано-Франківської області з адміністративним центром у с. Креховичі. Водоймища на території, підпорядкованій даній раді: річка Сівка. Сільській раді підпорядковані населені пункти: - с. Креховичі |

## Склад ради
Рада складається з 20 депутатів та голови.

### Керівний склад ради
| ПІБ                        | Основні відомості                                                                            | Дата обрання | Дата звільнення |
| -------------------------- | -------------------------------------------------------------------------------------------- | ------------ | --------------- |
| Гуцул Богдан Іванович      | Сільський голова, 1949 року народження, освіта, член Народного Руху України                  | 26.03.2006   | 20.01.2009      |
| Мельник Богдан Олексійович | Сільський голова, 1962 року народження, освіта, член Конгресу Українських Націоналістів      | 24.05.2009   | 31.10.2010      |
| Мельник Богдан Олексійович | Сільський голова, 1962 року народження, освіта вища, член Конгресу Українських Націоналістів | 31.10.2010   |                 |

Примітка: таблиця складена за даними джерела